# Полицейская история 3: Суперполицейский
«Полицейская история 3: Суперполицейский» (иер. трад. 警察故事 III 超級警察, упр. 警察故事 III 超级警察, кант.-рус.: Кин чхат ку си III: Чхиу кхап кин чхат, англ. Police Story III Super Cop) — экшн о полицейских, с элементами трагикомедии от режиссёра Стэнли Тонга с Джеки Чаном в главной роли.

## Сюжет
У гонконгского полицейского Кевина (Джеки Чан) снова полно забот. Полиция Гонконга и социалистического Китая решают объединить усилия, чтобы разобраться с коварным злодеем. И вот Кевин в очередной раз, отправив свою невесту Мэй в отпуск, в одиночестве летит в страну развитого социализма. Получив в напарники — точнее в напарницы — симпатичную девушку-полицейскую Янг (Мишель Йео), Кевин под прикрытием внедряется в банду, но их главарь, учуяв недоброе, бежит из Китая в Малайзию, чтобы, во-первых, отделаться от назойливых полицейских, а во-вторых, спасти от смерти свою жену, приговорённую малайзийским судом к казни. Кевин и его новая подруга спешат за ним.

## В ролях
- Джеки Чан — Кевин Чен
- Мишель Йео — инспектор Джессика Янг
- Мэгги Чун — Мэй
- Кеннет Цан — Шайбат
- Юэнь Ва — Пантера
- Билл Тунг — инспектор Билли Вонг
- Жозефин Ку — жена Шайбата
- Келвин Вонг — Питер
- Филип Чан — Insp. Y.K. Chen
- Кен Ло — охранник Шайбата
- Ло Ле — генерал

## Продолжения
В 1992 году в Гонконге был выпущен спин-офф фильма «Суперполицейский 2» с Мишель Йео в главной роли. Фильм повествует о жизни Джессики Янг до событий третьей части. У Джеки Чана была эпизодическая роль (камео) в этом фильме. Режиссёром фильма был Стэнли Тонг.
В 1996 году выходит полноценное продолжение «Первый удар» (американская версия фильма называлась просто «Первый удар»), о дальнейших приключениях Кевина Чена.
В 2004 году выходит фильм «Новая полицейская история». Несмотря на присутствие Джеки Чана в главной роли, этот фильм не является продолжением старой серии фильмом о полицейском Кевине Чене. В фильме совсем другие персонажи, а от комедийной атмосферы не осталось и следа.

## Создание фильма
Стэнли Тонга на место режиссёра фильма утвердил сам Джеки Чан.
Трюк на верёвочной лестнице, скинутой с вертолёта, выполнялся на высоте 300 метров.
Во время съёмок Джеки Чан не успел уклониться от летящего на него вертолёта, в результате чего повредил плечо и спину. На съёмках Джеки также получил смещение скуловых костей.

## Сборы
В Гонконге фильм собрал 32,609,783 $HK. В американском прокате — 16 270 600 долл.